# Sofia de Brandemburgo-Ansbach
Sofia de Brandemburgo-Ansbach (10 de janeiro de 1614 - 3 de dezembro de 1646) foi uma princesa-herdeira de Brandemburgo-Bayreuth, um pequeno estado alemão que existiu de forma independente entre 1603 e 1726.

## Família e origens
Sofia era a filha mais velha do marquês Joaquim Ernesto de Brandemburgo-Ansbach e da sua esposa, a princesa Sofia de Solms-Laubach. Tinha mais três irmãos, os futuros marqueses Frederico III e Alberto II de Brandemburgo-Ansbach e o príncipe Cristiano, que morreu aos dez anos de idade. Era tia-avó da princesa Carolina de Ansbach, esposa do rei Jorge II da Grã-Bretanha.

## Casamento
A 8 de Dezembro de 1641, em Ansbach Sofia casou-se com o príncipe-herdeiro Erdmann Augusto de Brandemburgo-Bayreuth, que era também seu primo direito (filho do marquês Cristiano de Brandemburgo-Bayreuth, irmão do seu pai). Tiveram apenas um filho:
1. Cristiano Ernsto (6 de Agosto de 1644 - 20 de Maio de 1712), marquês de Brandemburgo-Bayreuth entre 1655 e 1712. Casou-se primeiro com a princesa Erdemunda Sofia da Saxónia; sem descendência. Casou-se depois com a princesa Sofia Luísa de Württemberg-Winnental; com descendência. Casou-se por último com a princesa Isabel Sofia de Brandemburgo; sem descendência.

## Morte
Sofia morreu a 3 de Dezembro de 1646, aos trinta-e-dois anos de idade, quando o seu único filho, Cristiano, tinha apenas dois anos de idade. Cinco anos depois da sua morte, o seu marido Erdmann estava a meio das negociações para um segundo casamento com a princesa Sofia Inês de Mecklemburgo-Schwerin, filha do duque Adolfo Frederico I de Mecklemburgo, quando morreu subitamente. O seu filho Cristiano viria a suceder como marquês de Brandemburgo-Bayreuth após a morte do avô em 1655.

## Genealogia
| Sofia de Brandemburgo-Ansbach | Pai: Joaquim Ernesto de Brandemburgo-Ansbach | Avô paterno: João Jorge de Brandemburgo        | Bisavô paterno: Joaquim III Heitor de Brandemburgo  |
| Sofia de Brandemburgo-Ansbach | Pai: Joaquim Ernesto de Brandemburgo-Ansbach | Avô paterno: João Jorge de Brandemburgo        | Bisavó paterna: Madalena da Saxónia                 |
| Sofia de Brandemburgo-Ansbach | Pai: Joaquim Ernesto de Brandemburgo-Ansbach | Avó paterna: Isabel de Anhalt-Zerbst           | Bisavô paterno: Joaquim Ernesto de Anhalt           |
| Sofia de Brandemburgo-Ansbach | Pai: Joaquim Ernesto de Brandemburgo-Ansbach | Avó paterna: Isabel de Anhalt-Zerbst           | Bisavó paterna: Inês de Barby                       |
| Sofia de Brandemburgo-Ansbach | Mãe: Sofia de Solms-Laubach                  | Avô materno: João Jorge I de Solms-Laubach     | Bisavô materno: Frederico Magnus I de Solms-Laubach |
| Sofia de Brandemburgo-Ansbach | Mãe: Sofia de Solms-Laubach                  | Avô materno: João Jorge I de Solms-Laubach     | Bisavó materna: Inês de Wied                        |
| Sofia de Brandemburgo-Ansbach | Mãe: Sofia de Solms-Laubach                  | Avó materna: Margarida I de Schönburg-Glauchau | Bisavô materno: Jorge II de Schönburg-Glauchau      |
| Sofia de Brandemburgo-Ansbach | Mãe: Sofia de Solms-Laubach                  | Avó materna: Margarida I de Schönburg-Glauchau | Bisavó materna: Doroteia de Reuss-Plauen            |